# 古里古墳群
古里古墳群（ふるさとこふんぐん）は、埼玉県嵐山町にある古墳群。
嵐山町の最北部、比企丘陵北端に、52基以上の古墳で構成された大規模な古墳群である。10の支群（尾根西・尾根・駒込・上土橋・北田・清水・二塚・上耕地・神山・藤塚）に分けられる。
大正10年に岩根沢塚と菅原塚の2基が調査された。またこの古墳群から出土した人物埴輪2体が、1959年（昭和34年）に町指定考古資料に指定された。